# Symmachia hesione
Symmachia hesione är en fjärilsart som beskrevs av Hans Ferdinand Emil Julius Stichel 1910. Symmachia hesione ingår i släktet Symmachia och familjen Riodinidae. Inga underarter finns listade i Catalogue of Life.